# Monștrii monolit
The Monolith Monsters este un film SF de groază american din 1957 regizat de John Sherwood. În rolurile principale joacă actorii Grant Williams, Lola Albright și Les Tremayne.